# Harry Ramsden’s
Harry Ramsden’s – brytyjska sieć restauracji szybkiej obsługi oferująca głównie różne odmiany dania fish and chips (smażonej ryby z frytkami). Przedsiębiorstwo zostało założone w 1928 roku przez Harry’ego Ramsdena.
Do sieci Harry Ramsden’s należy 35 restauracji w Wielkiej Brytanii i Irlandii. Dawniej przedsiębiorstwo działało również w Australii. W 2010 roku nowy właściciel sieci, Ranjit Boparan, ogłosił plany otwarcia 100 nowych obiektów oraz ekspansję na rynki Chin, Indii, a potencjalnie również USA.
Siedziba przedsiębiorstwa znajduje się w Guiseley, w hrabstwie West Yorkshire.